# صورة للحرق
صورة للحرق أو بيكتشور تو بيرن (بالإنجليزية: Picture to Burn)‏ أغنية للفنانة الأمريكية تايلور سويفت. أُطلقت الأغنية في 29 يناير، 2008 كرابع أغنية منفردة من ألبومها الحامل لاسمها، وهي أيضاً رابع ضربة لتايلور سويفت في مراكز سباقات الأغاني.
تتحدث الأغنية عن عدم رضا تايلور لحبيبها السابق وكرهها له حيث تصفه بأنه مجرد صورة أخرى للحرق.

## الفيديو كليب
يبدأ الكليب بتايلور وصديقتها (التي تلعب دورها أفضل صديقة لتايلور في الحياة الواقعية أبيغايل أندرسون) تنظران إلى صورة لتايلور وحبيبها السابق، قبل جلوسهما في سيارة فورد موستانغ حيث تتجسسان على الحبيب السابق وحبيبته الجديدة. ثم تراود تايلور أحلام يقظة لها وهي تخرب بيت الحبيب السابق، ثم تحرق سويفت الصورة.